# Witold Nowak (piłkarz)
Witold Nowak (ur. 7 lutego 1957) – polski piłkarz.
Wychowanek Śląska Wrocław, z którego w 1975 trafił do ŁKS-u Łódź. Grający na pozycji napastnika piłkarz dla łodzian strzelił przeszło 20 bramek w ekstraklasie.